# Guanahacabibeshalvön
Guanahacabibeshalvön är den västligaste punkten på ön Kuba. Den ligger i provinsen Pinar del Río i kommunen Sandino och är glest befolkad. Vattnen runt halvön är viktiga fiskevatten för languster och röd snapper. Området är ett biosfärområde, listat av Unesco 1987. Dess västra ände, Kap San Antonio (spanska: Cabo San Antonio), är den västligaste punkten på Kuba.
Dess läge i Mexikanska golfens öppna vatten gör den sårbar för orkaner. Området drabbades hårt av Orkanen Ivan 2004 och Orkanen Wilma 2005.
Guanahacabibes var platsen för Kubas första arbetsläger som startades i slutet av 1960.